# سیارک ۲۰۲۵۴
سیارک ۲۰۲۵۴ (به انگلیسی: 20254 Upice، نامگذاری:1998FE2) بیست هزار و دویست و پنجاه و چهارمین سیارک کشف شده‌است که در ۲۱ مارس ۱۹۹۸ کشف شد.
قدر مطلق سیارک برابر ۱۴٫۶۰ است.